# 23265 фон Вурден
23265 фон Вурден (23265 von Wurden) — астероїд головного поясу, відкритий 30 грудня 2000 року.
Тіссеранів параметр щодо Юпітера — 3,445.
Одна з 1 500 малих планет, що отримали імена учнів середніх шкіл, які стали лауреатами премій на національних та міжнародних наукових конкурсах. Цей проект був реалізований в рамках програми Ceres Connection, проведеної Лабораторією Лінкольна разом з Міжнародним астрономічним союзом. 
Мала планета 23265 фон Вурден названа на честь учениці Керолайн фон Вурден (англ. Caroline von Wurden), робота якої «Визначення елементів орбіти Малої планети 23265» (2007) здобула друге місце на Міжнародному науково-технічному ярмарку (ISEF) в Ріно, штат Невада. Наступного року робота Керолайн фон Вурден «Великі вогненні кулі», яка досліджує динаміку кулястої блискавки та її взаємодію з навколишнім повітрям, завоювала перше місце в категорії фізики і астрономії, однак програма Ceres Connection дозволяє назвати астероїд на чиюсь честь один раз.